# Парамошков, Георгий Гаврилович
Георгий Гаврилович Парамошков (1918—2000) — советский лыжник, первый мастер спорта СССР в Карелии (1938), организатор физкультурно-спортивного движения в Карелии.

## Биография
С 1936 г. обучался в учебном комбинате связи в г. Петрозаводске, участвовал в лыжных соревнованиях, победил в г. Смоленске на соревнованиях
ЦС ДСО «Молния». В 1938 г. на чемпионате ВЦСПС в г. Горьком показал третий результат в лыжных гонках. 10-кратный победитель народных лыжных праздников Карелии, участник первенств СССР по лыжам. В 1940 г. - инструктор по лыжному спорту спортивного общества «Динамо».
В 1940 г. стал чемпионом Карело-Финской ССР по военизированному бегу на 10 км. 
Участник советско-финляндской войны 1939—1940 гг. и Великой Отечественной войны. В сентябре 1941 г. в составе батальона НКВД участвовал в боях под станцией Орзега в КФССР. В 1943 г. по личному заданию Андропова осуществлял связь с подпольщиками, переходя на лыжах Онежское озеро.
После войны работал тренером в спортивной школе молодежи в г. Петрозаводске. Участник первенств СССР по лыжным гонкам.
C 1954 по 1966 гг. лейтенант Парамошков руководил Карело-Финским и Карельским отделением спортивного общества «Динамо», с 1966 по 1978 гг. — инструктор-методист по физкультуре и спорту Петрозаводской слюдяной фабрики.
В 1993 г. Георгий Парамошков удостоен почётного звания "Заслуженный работник физической культуры Республики Карелия"